# 東経139度線 (松本清張)
『東経139度線』（とうけい139どせん）は、松本清張の短編小説。『小説新潮』1973年2月号に掲載され、同年7月に短編集『巨人の磯』収録の一作として、新潮社より刊行された。

## あらすじ
群馬県選出代議士の吉良栄助が文部政務次官に就任、それから半年経った秋の午後、文部省文化課課長補佐の小川長次が吉良のもとを訪れ、元宮様の倉梯敦彦さまが群馬県の一之宮貫前神社にお訪ねしたいご意向であると伝える。もとの倉梯宮殿下を選挙区にご案内することは宣伝になって、次の選挙が有利になるという代議士の本能が働き、にわかに熱心に話を聞こうとする吉良に、小川はその経緯を説明、貫前神社をはじめ、卜占の遺習を神事として残した神社が東経139度線に沿って分布すること、加えて、139の数字はヒイ、ミイ、ココノツで、邪馬台国の女王卑弥呼に通じ、鹿卜・亀卜の神事が邪馬台国の鬼道の名残りだとする小川の説に、殿下がたいへん興味をお持ちになったと述べる。続いて小川は、吉良の恩師の岩井精太郎P大学国史科教授、邪馬台国畿内説の京都D大の谷田修助教授、九州説の福岡Q女子大の前川和夫助教授も一緒に連れ、邪馬台国論争で世間の反響を呼ぶことを提案、選挙区の人気が爆発的になるだろうと踏んだ吉良は、その提案に同意する。
殿下をご案内する前に現地を下見しておくのが慣例であることから、11月半ばに小川・岩井・谷田・前川らが高崎に到着、吉良はメルセデス・ベンツでこれを出迎え、貫前神社に向かい神事予行を行い、一行はほぼ東経139度線上にあたる、鬼石近くの八塩温泉に宿泊する。その夜、吉良は高崎まで行ってくると言ってひとりで車を運転して外出、翌朝、吉良のベンツが、貫前神社の境内の丘陵の上についた道路から崖下に転落しているのが発見された。
吉良の不幸な事故死から3か月ほど経ったある日、小川は、警察庁刑事部の山口光太郎警部の来訪を受ける。

## エピソード
- 著者は本作に関するメモを以下のように書きつけている。「東経一三九度線。この線に沿うもの。新潟・三条（新潟県）、高崎・鬼石（群馬県）、秩父・小鹿野（埼玉県）、鳥沢（山梨県）、青梅・御岳神社（東京都）、小山・丹那トンネル中央部と伊豆・今井浜温泉（静岡県）」「この南北線には「太占」（鹿の肩甲骨占い）など古社の旧い神事が多い」[1]。
- 日本近代文学研究者の綾目広治は、作中述べられる小川長治の学説について、清張自身が当時言及していた邪馬台国東遷説と比較し、東経139度線を邪馬台国と結び付ける小川説は学説として成立する可能性はない「珍説」であり、そのことは清張自身が一番よく知っていたはずであるが、「古代の時点においては、小川説のような方向も可能性の一つとしてあったのではないか。古代史と関わる清張の小説には、そういう、あり得たかも知れない歴史の可能性を、想像力によって追求してみようとするモチーフもあったように思われる」と述べている[2]。